# 比尔 (巴登-符腾堡州)
比尔（德語：Bühl，發音：[byːl] ⓘ）是德国巴登-符腾堡州卡尔斯鲁厄行政区拉施塔特县的城市，面积73.18平方千米，2023年12月31日人口为29,214人。

## 友好城市
截至2021年9月，比尔共与六座城市结为友好城市关系：
- 奥地利 马特塞（1972年）
- 法國 索恩河畔自由城（1987年）
- 摩尔多瓦 克勒拉希區（1990年）
- 德国 施科伊迪茨（1991年）
- 西班牙 佩内德斯自由镇（2002年）
- 法國 莫默奈姆（2004年）